# 디지털 권리 관리
디지털 권리 관리(영어: digital rights management, DRM)는 출판자 또는 저작권자가 자신들이 배포한 디지털 자료나 하드웨어의 사용을 제어하고 이를 의도한 용도로만 사용하도록 제한하는 데 사용되는 모든 기술들을 지칭하는 용어이다. CDM(Content Decryption Module)에 기반한다. 이는 종종 복사 방지, 기술 보호 장치와 혼동하기도 한다. 앞의 두 용어는 디지털 권한 관리 설계의 일부로, 이런 기술이 설치된 전자장치 상의 디지털 콘텐츠에 대해 사용을 제어하는 데 사용되는 기술을 지칭한다.
디지털 권리 관리는 논란의 여지가 있는 분야로 지지자들은 저작권 소유자가 저작물에 대한 불법복제를 막아 지속적인 수입원을 확보하는 데 필요하다고 말한다. 자유 소프트웨어 재단을 포함한 이 기술에 대한 비평가들은 "권리"라는 용어는 오해를 일으킬 수 있으므로 사용을 피하고, 더 정확한 용어인 디지털 제약 관리(digital restrictions management)로 사용 할 것을 제안하고 있다.
주로 기업의 기밀 사항을 담고 있는 내부 문서를 외부로 유출되지 않도록 관리하는 데 사용된다.
기존 CD나 DVD 등을 이용하여 오프라인 상에서 유통되던 많은 음악, 영화, 비디오 게임 등이 온라인 상에서 유통되고 정당한 금액을 지불하지 않는 불법적인 사용을 차단하기 위하여 인증된 사용자가 인증된 기간 동안만 사용가능 하도록 통제함으로써 불법적인 사용을 제한하고 있는데 이때 많이 사용되는 기술이다.

## DRM 관련 기술

### 웹브라우저 DRM
- 와이드바인(Widevine)

### 개인용 컴퓨터 DRM
- 윈도우 미디어 DRM
- 페어플레이
- 헬릭스 앤드 하모니 (Helix & Harmony)
- 오리온 / 이지라이선서
- 엑셀 소프트웨어
- 어도비 보호 스트리밍 (Protected Streaming)
- 플레이레디
- DRM-X

### 휴대용 기기 DRM
- 자누스 WMA DRM
- OMA DRM

### 기억 매체 DRM
- VHS 매크로비전
- 콘텐트 스크램블 시스템 (Content Scramble System, CSS)
- DVD 지역 코드
- ARccOS 보호
- OpenMG
- BD+

### 사용 예정인 DRM
- ISI(Internal Self Intelligence)[1]
- 말린

### 더 이상 사용하지 않는 DRM
- 확장 복사 보호 (XCP)

## 같이 보기
- 복사 방지
- 카피레프트
- 저작권